# الدلنجات (مركز)
مركز الدلنجات، مركز إداري مصري. يقع في وسط محافظة البحيرة الواقعة أقصى شمال جمهورية مصر العربية. مدينة الدلنجات عاصمة المركز.